# Zelfportret met twee cirkels
Zelfportret met twee cirkels is een olieverfschilderij van de Hollandse kunstschilder Rembrandt van Rijn gemaakt tussen circa 1665 en 1669, 116,3 x 97,2 centimeter groot. Het werk bevindt zich in de collectie van het Kenwood House te Londen.

## Context
Rembrandt schilderde en etste in zijn leven zo'n tachtig zelfportretten: een voor die tijd unieke hoeveelheid. Ze vormen een reeks reflectieve portretten die een beeld geven van de ontwikkeling van zijn persoonlijkheid, zoals dat in de negentiende- en twintigste eeuw vaker te zien zou zijn bij schilders als Vincent van Gogh, Edvard Munch, Max Beckmann en Frida Kahlo. Waar hij zich eind jaren twintig tekent als een gedreven ambitieuze jongeman met grote dromen, schildert hij zich rond 1640 vooral als man van de wereld, en aan het einde van zijn leven als ambachtsman aan het werk. Zelfportret met twee cirkels is een typerend voorbeeld van die laatste categorie.

## Afbeelding
Rembrandt schilderde Zelfportret met twee cirkels in de laatste fase van zijn leven, toen het hem zowel privé als zakelijk gezien wat minder voor de wind ging. Niettemin portretteert hij zichzelf in een zelfverzekerde pose, nonchalant, bijna uitdagend, overtuigd van zijn kunnen, gekleed in een deftige, met bont afgezette mantel. Zijn rechterarm leunt stevig op een balustrade. Tegelijkertijd presenteert hij zichzelf op onbarmhartige wijze als een door het leven getekend mens, met een broze huid, afhangende wangen en zware groeven rond de wenkbrauwen. Hij kijkt de toeschouwer recht in de ogen, enigszins onderzoekend, alsof hij zich afvraagt met wie hij te maken heeft, zoals de toeschouwer zich mag afvragen wat voor een man de kunstenaar eigenlijk is, wat er omgaat in zijn hoofd.
Het schilderij valt direct op door de barokke lichtdonkercontrasten en de grove manier van werken. Het is pasteus geschilderd, met een losse toets. Her en der heeft de schilder in de nog natte olieverf gekrast, zoals bij zijn snor, en het oppervlak bewerkt met spatels. De oogkassen en de ogen zijn daarentegen opgezet in een aantal zorgvuldig opgebrachte transparante glacislagen. Elders in het werk lijken veel onderdelen onaf, zoals met name goed te zien is in de schildersattributen en aan wat zijn linkerhand had moeten zijn. Rembrandt staat voor zijn schildersezel, waarvan het doek of paneel rechtsboven in een enkele verticale streep meer wordt gesuggereerd dan gedefinieerd. Mogelijk heeft Rembrandt beoogd dat de toeschouwer de betreffende delen zelf "in het hoofd" verder moest afmaken. Een meer plausibele verklaring is wellicht dat het portret wellicht onvoltooid is gebleven: hoewel hij er waarschijnlijk reeds in 1665 aan begon en de essentiële delen helemaal af lijken, is het tegen Rembrandts gebruik niet gedateerd en gesigneerd.
Hoe dan ook, het hier besproken zelfportret heeft een voor die tijd ongekend expressief en geïmproviseerd karakter. De moderniteit ervan wordt eens te meer onderstreept door de indeling in grote symmetrische vlakken, de weinige details en het beperkte kleurenpalet, die de compositie een zekere monumentaliteit verlenen. Het werk vormde het uithangbord voor de grote Late Rembrandt-tentoonstelling, 2015, in het Rijksmuseum Amsterdam.

## Twee cirkels
De betekenis van fragmenten van twee cirkels op de achtergrond is nooit duidelijk geworden, maar hebben wel altijd veel aanleiding gegeven tot speculatie. Geopperd is dat het een kabbalistische betekenis kan hebben, of verwijst naar de rotatieparadox van Aristoteles, maar dit lijkt vergezocht. Voor sterrenkundige of geometrische ideeën zijn in het geval van Rembrandt evenmin aanwijzingen te vinden. Wellicht kan het simpelweg te maken hebben met het streven van de kunstenaar om een vaardigheid in het -uit de losse hand- tekenen van perfecte cirkels te demonstreren, of gewoon met de mogelijkheid dat de cirkels aanwezig zijn geweest op een canvaszijl dat de achtergrond voor het werk vormt. Vastgesteld kan enkel worden, ook gezien de symmetrische positionering, dat Rembrandt ze compositorisch bewust een belangrijke functie toebedeelde in het schilderij. Alle andere interpretaties blijven hypothetisch. Noch documenten, noch biografische gegevens geven hier uitsluitsel.

## Jaar van aanmaak
Bij de tentoonstelling Late Rembrandt in 2015 in het Rijksmuseum Amsterdam werd het schilderij door onderzoeksconservator Jonathan Bikker en hoofd beeldende kunst van 't Rijks Gregor J.M. Weber gedateerd op circa 1665-1669. Het Kenwood House, tot wiens collectie het behoort, dateert het op circa 1665-1668.